# ایکوئالیتی (آلاباما)
ایکوئالیتی (به انگلیسی: Equality) یک منطقهٔ مسکونی در ایالات متحده آمریکا است که در آلاباما واقع شده‌است. ایکوئالیتی ۲۲۴٫۰۳ متر بالاتر از سطح دریا واقع شده‌است.